# منطقه پومیو
منطقه پومیو یکی از منطقه های استان بریتانیای نو شرقی واقع در کشور پاپوآ گینه نو می باشد. مرکز این منطقه پومیو است. این منطقه خود از ۵ فرمانداری محلی تشکیل می گردد که هر فرمانداری به منظور سهولت در امر آمارگیری خود به چند بخش تقسیم می شود.

## تقسیمات
این منطقه دارای ۵ فرمانداری محلی است که اسامی آن ها به شرح زیر است:
- فرمانداری محلی روستایی مرکزی-پومیو داخلی
- فرمانداری محلی روستایی پومیو شرقی
- فرمانداری محلی روستایی ملکوئی
- فرمانداری محلی روستایی سینیویت
- فرمانداری محلی روستایی پومیو غربی-ماموسی